# منتخب سلوفاكيا تحت 21 سنة لكرة القدم
منتخب سلوفاكيا تحت 21 سنة لكرة القدم هو الممثل الرسمي لـ سلوفاكيا في بطولات كرة القدم تحت 21 سنة. يشارك الفريق في بطولة أوروبا تحت 21 لكرة القدم التي تقام كل عامين.